# Brunch

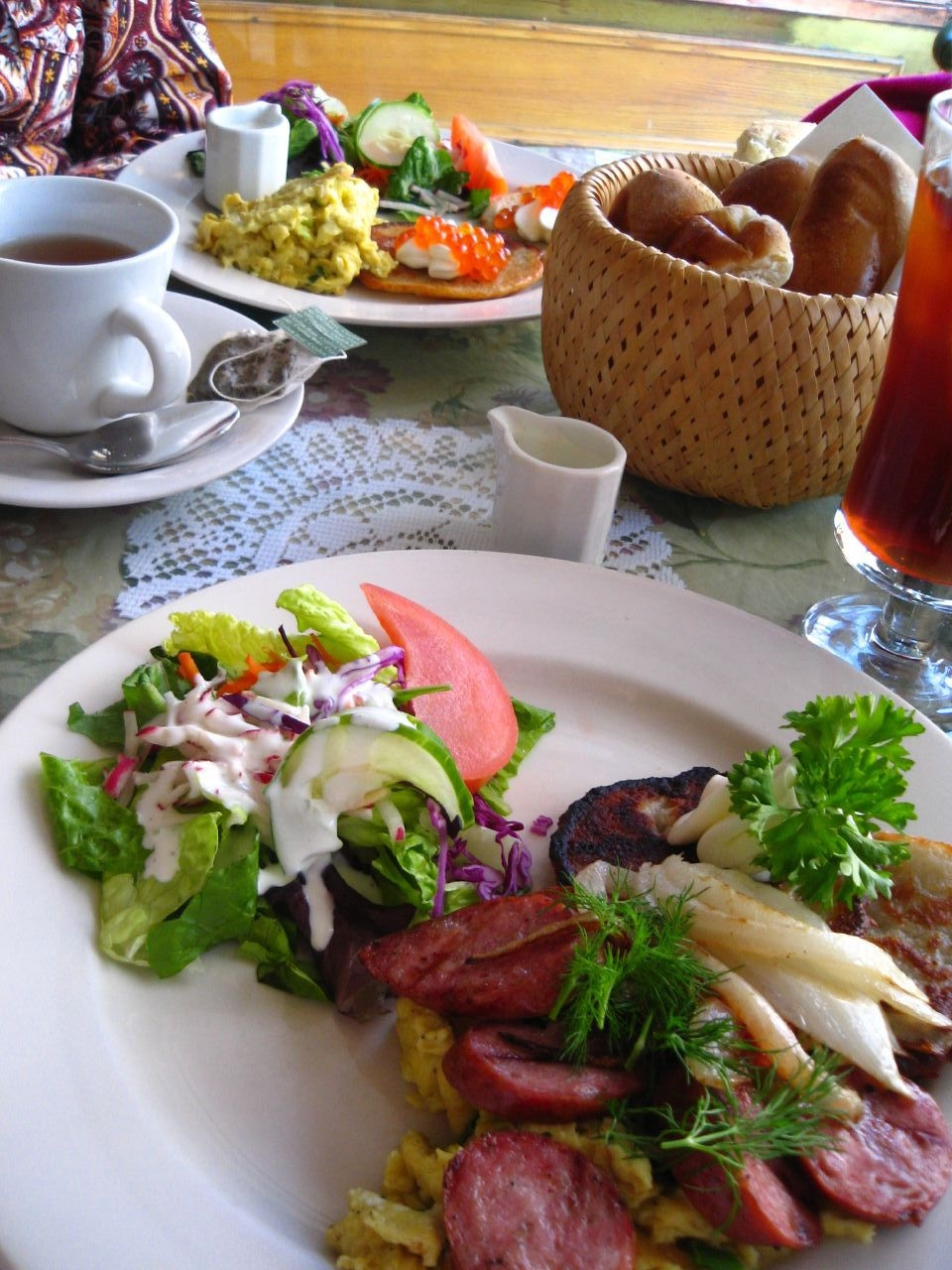
Brunch, exemplu

Brunch-ul este o combinație între micul dejun și prânz. Se pronunță [ pron. branč ] .
Cuvântul telescopat provine din fuziunea cuvintelor englezești "breakfast" (micul dejun) și "lunch" (masa de prânz). Spre deosebire de micul dejun, la brunch consumul de alcool este acceptat social.